# Major Ernő
Major Ernő (Budapest, 1915. január 15. – Budapest, 1958. március 6.) 1956-os forradalmár, akit a  forradalmat követő megtorlásban kivégeztek.

## Élete
A szíjgyártóipari szakmát tanulta. 1940-1948 között a rendőrségnél volt írnok. Miután elbocsátották, a Csepel Művek motorkerékpárgyárában dolgozott. Az 1956-os forradalom idején a csepeli nemzetőrség parancsnokává választották, őrnagyi ranggal. A harcokban azonban nem vett részt, csak a polgári ügyeket intézte. 1957 márciusában letartóztatták, majd szabadon engedték, május 24-én azonban újra letartóztatták, majd az első fokú tárgyaláson 12 év börtönre ítélték. A Legfelsőbb Bíróság az ítéletet golyó általi halálra módosította. 1958. március 6-án negyedmagával kivégezték.